# José Gregório Faria Quiteres
José Gregório de Faria Quiteres mais conhecido como Gregório Faria GCC, GCIH (Louriçal do Campo, Castelo Branco 17 de Maio de 1939) é um antigo embaixador e diplomata português, condecorado em 2004 com a Grã-Cruz da Ordem Militar de Cristo, pelos seus anos de serviço como embaixador de Portugal em Genebra e Londres.

## Biografia
Nascido na Beira Baixa, na aldeia de Louriçal do Campo, e afilhado do político José Ramos Preto, Gregório Faria frequentou o ensino secundário em Castelo Branco, tendo depois completado a licenciatura em Direito na Faculdade de Direito da Universidade de Lisboa.
Iniciou a sua carreira diplomática em 1963 como Adido de Legação, na Secretaria de Estado. Foi promovido a cônsul de 3.ª classe em 1965, tendo sido terceiro e segundo-secretário de legação na embaixada em Berna. Esteve em comissão de serviço na Comissão Interministerial de Cooperação Económica Externa. Em 1973, foi promovido a primeiro-secretário de embaixada.
Posteriormente, foi chefe de gabinete do Secretário de Estado do Comércio Externo e Turismo e, depois, do Ministro da Economia. Passou a conselheiro de embaixada em 1974, tendo sido colocado na situação de disponibilidade, por conveniência do serviço para ocupar o lugar de adjunto do gabinete do Secretário-Geral da EFTA (Associação do Comércio Livre Europeu) em Genebra.
Foi depois promovido a ministro plenipotenciário de 2.ª classe em 1980, tendo sido adjunto do director- -geral dos Negócios Políticos; promovido a ministro plenipotenciário de 1.ª classe em 1983, esteve colocado na embaixada em Dublin, com credenciais de embaixador; foi director-geral dos Negócios Económicos; director-geral das Comunidades Europeias.
Foi promovido a embaixador em 1987, tendo sido director-geral dos Negócios Políticos-Económicos. Em 1997 foi nomeado embaixador em Londres onde esteve até 2003.
Depois de reformado, dedicou-se à olivicultura na sua terra natal, com uma produção de azeite chamada "Quinta da Tapada Nova Olive Oil", estando entre os melhores azeites de Portugal.

## Condecorações[4][5]
- Grã-Cruz da Ordem da Fénix da Grécia (15 de novembro de 1990)
- Grã-Cruz da Ordem do Infante D. Henrique de Portugal (10 de fevereiro de 1995)
- Grã-Cruz da Ordem Militar de Cristo de Portugal (9 de junho de 2004)

## Família
Casou duas vezes, a primeira com Inês Maria Araújo Afonso Esquível (1940-2005), casamento do qual nasceram três filhos, Tiago Afonso Esquivel de Faria, Sebastião Maria Afonso Esquível de Faria e José Pedro Afonso Esquivel de Faria, casou da segunda vez com Margarida Maria Prado Almada Cardoso com quem não teve descendência.